# La Quietud
La Quietud is een Argentijnse film van Pablo Trapero die werd uitgebracht in 2018.

## Samenvatting
Eugenia Montemayor, een jonge Argentijnse vrouw, keert na een afwezigheid van vijftien jaar vanuit Parijs terug naar Argentinië, naar het bucolisch ouderlijk landgoed 'La Quietud'. Haar vader Augusto heeft een beroerte gehad en vermits hij sindsdien in de coma ligt wil Eugenia haar moeder Esmeralda en haar zus Mía bijstaan bij het verplegen.
Bij hun weerzien blijkt al vlug dat de zussen een heel hechte band met elkaar hebben al is die niet altijd harmonisch. Ze hebben niet alleen een erg verschillend karakter, onderhuids heerst er soms ook spanning. 
Moeder Esmeralda reageert uitgelaten als ze Eugenia terugziet. Ze koestert een duidelijke voorkeur voor haar. Mía daarentegen is al heel haar leven de kop van Jut voor haar moeder. Enkele dagen later komt ook Vincent, de man van Eugenia, vanuit Parijs aan. Aan de luchthaven wordt hij liefdevol opgepikt door Mía.
Een aantal zaken en familiegeheimen zijn al jaren onuitgesproken. De liefde tussen de zussen is onaantastbaar gebleven ondanks de grote afstand. Toch valt er wat wrok te bespeuren tussen hen. Heeft dit te maken met het feit dat Mía al jaren een verhouding heeft met Vincent, haar klasgenoot en eerste vriendje van weleer? 
Daarbij komt dat de rust die vervat zit in de naam van het familiaal landgoed (nog meer) wordt verstoord door het geleidelijk binnensijpelen van het onverkwikkelijke verleden van Argentinië. Tijdens de Argentijnse militaire dictatuur hebben Augusto en Esmeralda zich oneerlijk verrijkt. Daarom moeten ze eerlang voor de rechtbank verschijnen. Ook daardoor wordt de innige band tussen de twee zussen beproefd.

## Rolverdeling
| Acteur            | Personage                                                     |
| ----------------- | ------------------------------------------------------------- |
| Bérénice Bejo     | Eugenia Montemayor                                            |
| Martina Guzmán    | Mía Montemayor, de zus van Eugenia en de minnares van Vincent |
| Graciela Borges   | Esmeralda Montemayor, de moeder van Eugenia en Mía            |
| Édgar Ramirez     | Vincent, de man van Eugenia                                   |
| Joaquín Furriel   | Esteban, de notaris en de minnaar van Eugenia                 |
| Isidoro Tolcachir | Augusto Montemayor, de vader van Eugenia en Mía               |
| Noemí Sayago      | Raquel, de dienstmeid                                         |